# Tartana (barca)

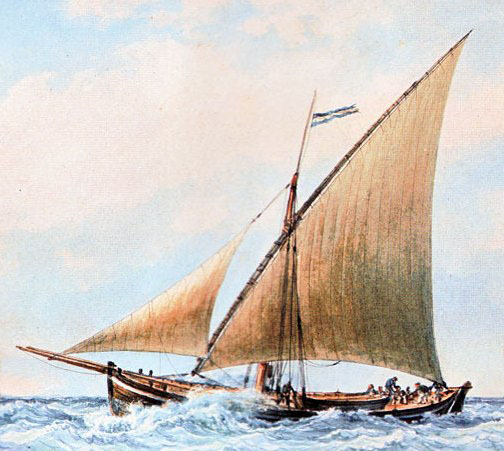
Tartana mediterrània, pintura de François Geoffroy Roux, 1879.

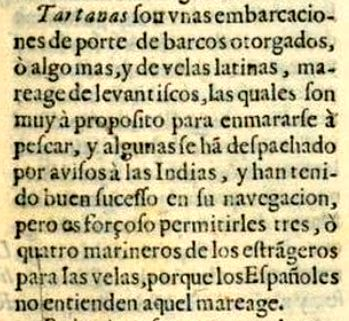
Definició de tartana: Veitia y Linaje 1670.

Una tartana en català i en la majoria de llengües europees (encara que en algunes és tartane o tartan) és un petit vaixell mediterrani de vela llatina (o aparell proa-popa) emprat durant els segles XVI - XIX. Les diferents tartanes es van utilitzar com correus, per al cabotatge, com barques de pesca, i com vaixells militars. En els seus més de tres-cents anys d'història, van tenir diferents dissenys, diferent nombre de pals i inclús diferents aparells vèlics. A l'inici del segle xviii, van ser construïdes en quantitat com vaixells de guerra de diferents flotes entre elles la Marina Russa, introduïdes per Pere I.
Baixes de borda, les tartanes mesuraven entre 16 i 20m, amb un arbre perpendicular a la quilla plantat al mig, en el qual hom hissava una vela llatina (vela mestra) i un floc anomenat pollacra. Hi ha molts casos de tartanes amb vela de mitjana i altres casos sense vela de mitjana.
Hi ha la referència de Joseph de Veitia y Linaje (1670) que diu que les tartanes, "mareage de levantiscos", es van emprar a la carrera d'Indies,.. en l'obra “Norte de la Contratación”(Sevilla, 1672): «Tartanas...de velas latinas, mareage de levantiscos...pero es forçoso permitirles 3 o 4 marineros de los estranjeros (levantiscos) para las velas, porque los españoles no entienden aquel mareage”..» (referint-se a la maniobra de les veles llatines). El senyor Veitia era “Juez Oficial de la Real Audiencia de la Casa de Contratación de las Indias”. Reforçant aquest fet, el Bulletin de la Société de géographie explica que un xicot de 14 anys pràctic d'una tartana catalana, a aquesta edat ja havia fet tres vegades el viatge a l'Havana.

## Origen

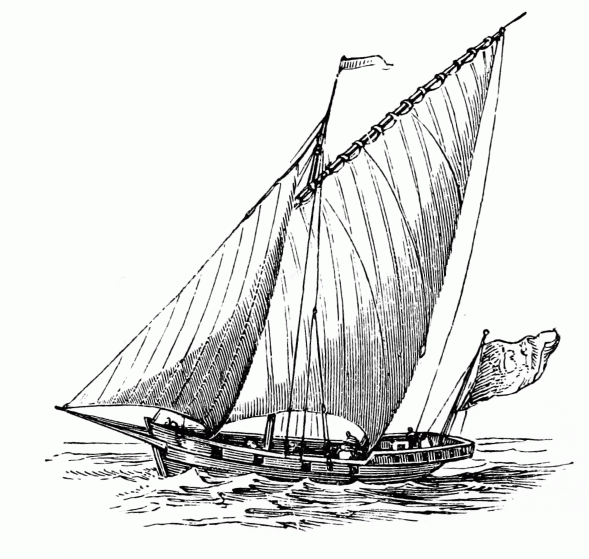
Gravat d'una tartana del segle XIX

Es té una referencia de tartana com embarcació el 1313 a Catalunya, el rei de Rosselló i Majorques manava: "no gausen pescar en lo mar del senyor rey ab tartanes".
Les tartanes van ser presents a la Mediterrània Occidental des de l'Edat Mitjana i fins a l'adveniment dels bous de motor, especialment a Occitània on aquestes embarcacions eren tradicionals per les costes de Llenguadoc, de Catalunya i de Provença per la pesca i el cabotatge a tot el llarg del Mediterrani. Per extensió el mateix nom va ser donat també a les xarxes de pesca emprades.
Cap al segle XVI hi ha notícia de tartanes d'una sola coberta amb tres pals petits a la Provença (França) Pel que fa al seu ús militar, una de les primeres mencions de la tartana al segle XVII es troba en el llibre de 1614, de Pantero-Pantera "L'Armata Navale", on hi ha un una explicació de les maniobres de les tartanes a l'armada francesa..

## Etimologia
Sobre l'origen del nom, hi ha diverses fonts que ho indiquen, de l'occità tartana (au de presa): català tartana, italià: tartana i francès: tartane
Segons uns estudis fets analitzant dades lingüístiques i literàries, l'origen geogràfic de les tartanes serien les costes del golf del Lleó (al Rosselló el 1313) on eren inicialment de més petites dimensions. El mot és present a diverses llengües. Fins i tot hi ha autors que pretenen que ve de l'àrab "taridah" que vol dir vaixell»,
Però està acceptat per Coromines i d'altres que defensen que la seva etimologia és occitana per manlleu del significat, atès que el mateix mot tartana designa també l'aligot comú o d'altres ocells de presa. L'origen, doncs, seria onomatopeic: imitar el crit de l'au quan caça.

## Tartanes en imatges del seu temps
Jean Jouve en l'àlbum "plànols de tots els vaixells que naveguen pel mar Mediterrani" (francès: «Dessins de tous les Bâtiments qui Naviguent sur la Méditerranée») de 1679, mostra aquestes quatre imatges de tartanes d'un sol pal:

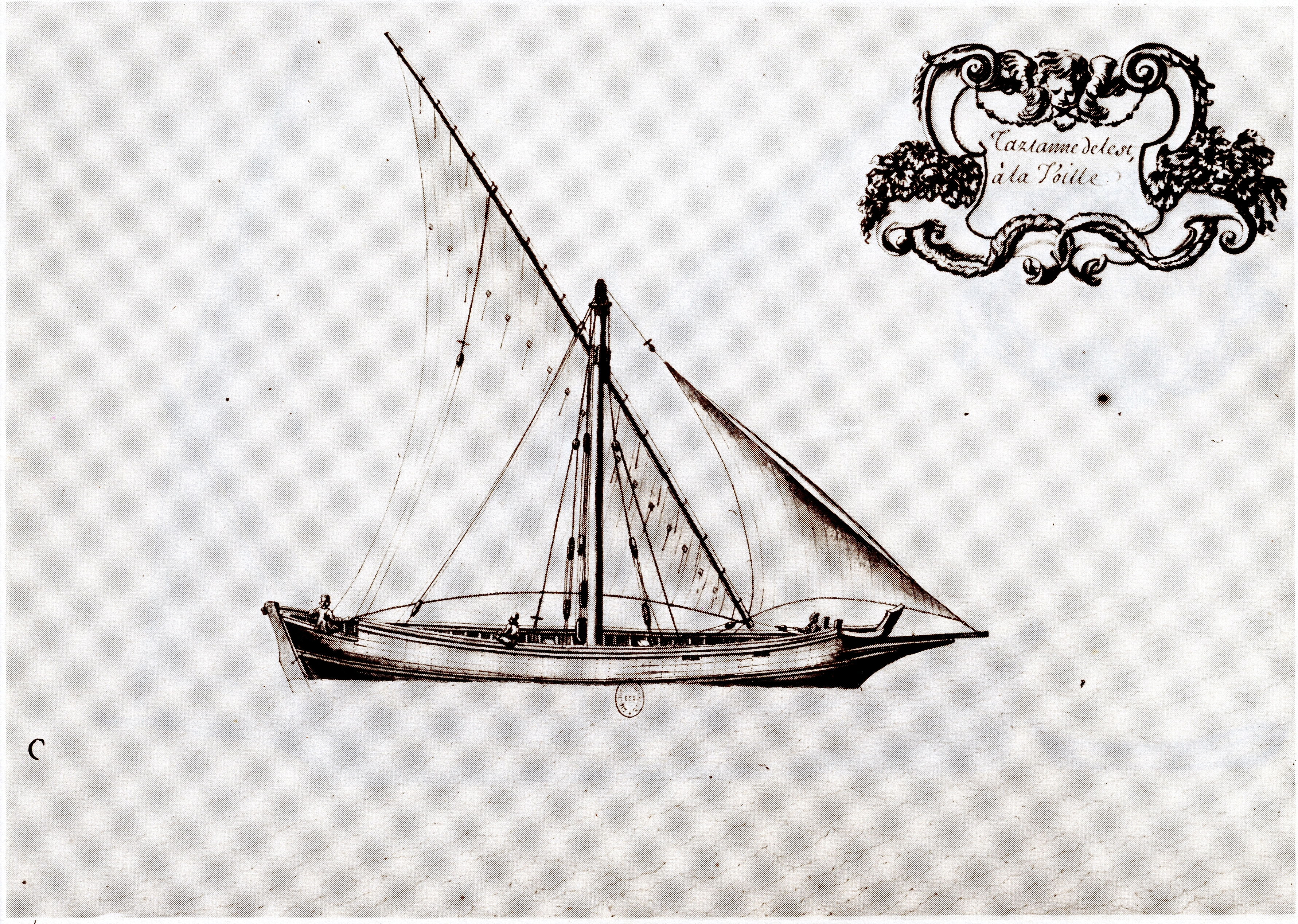
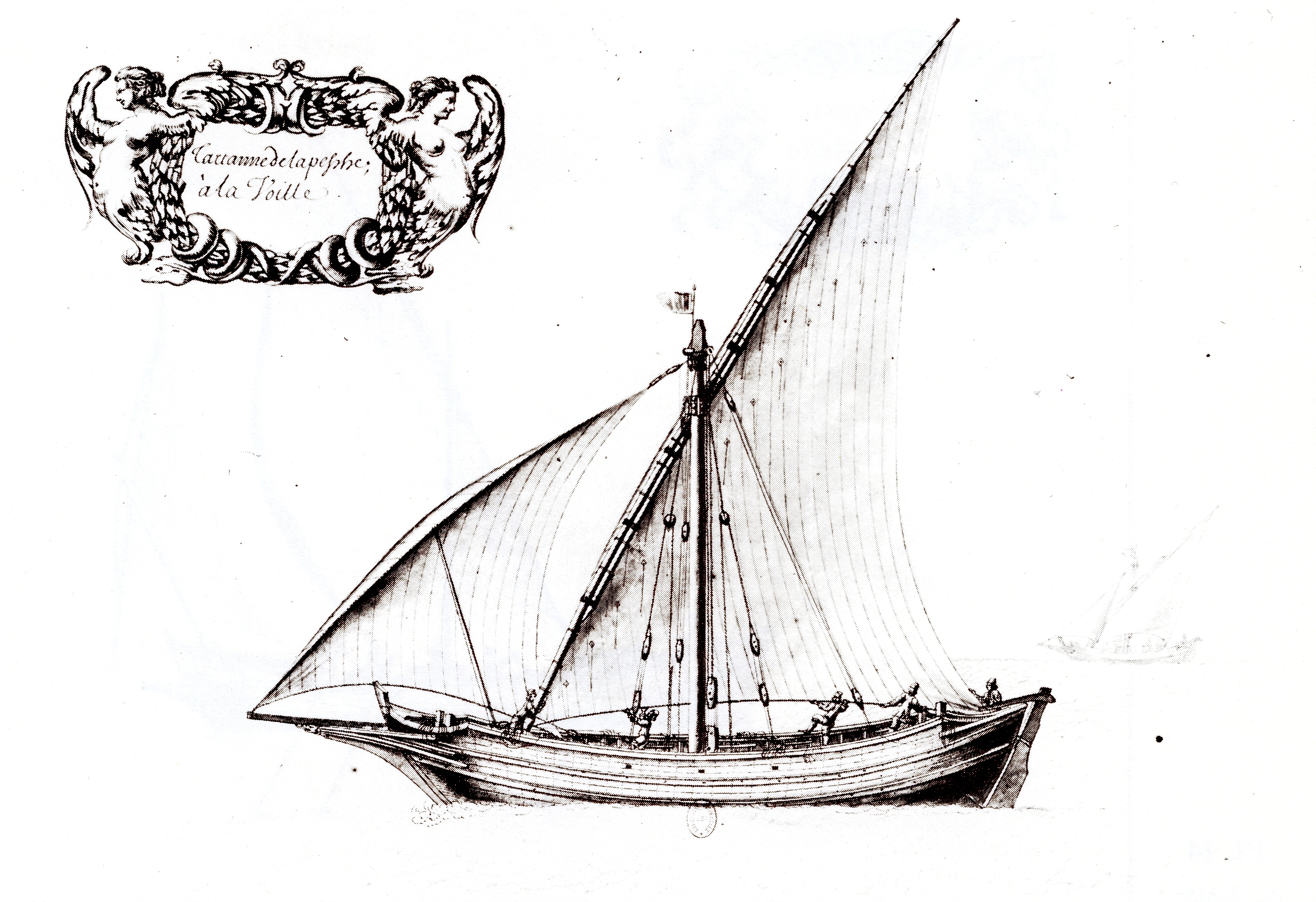
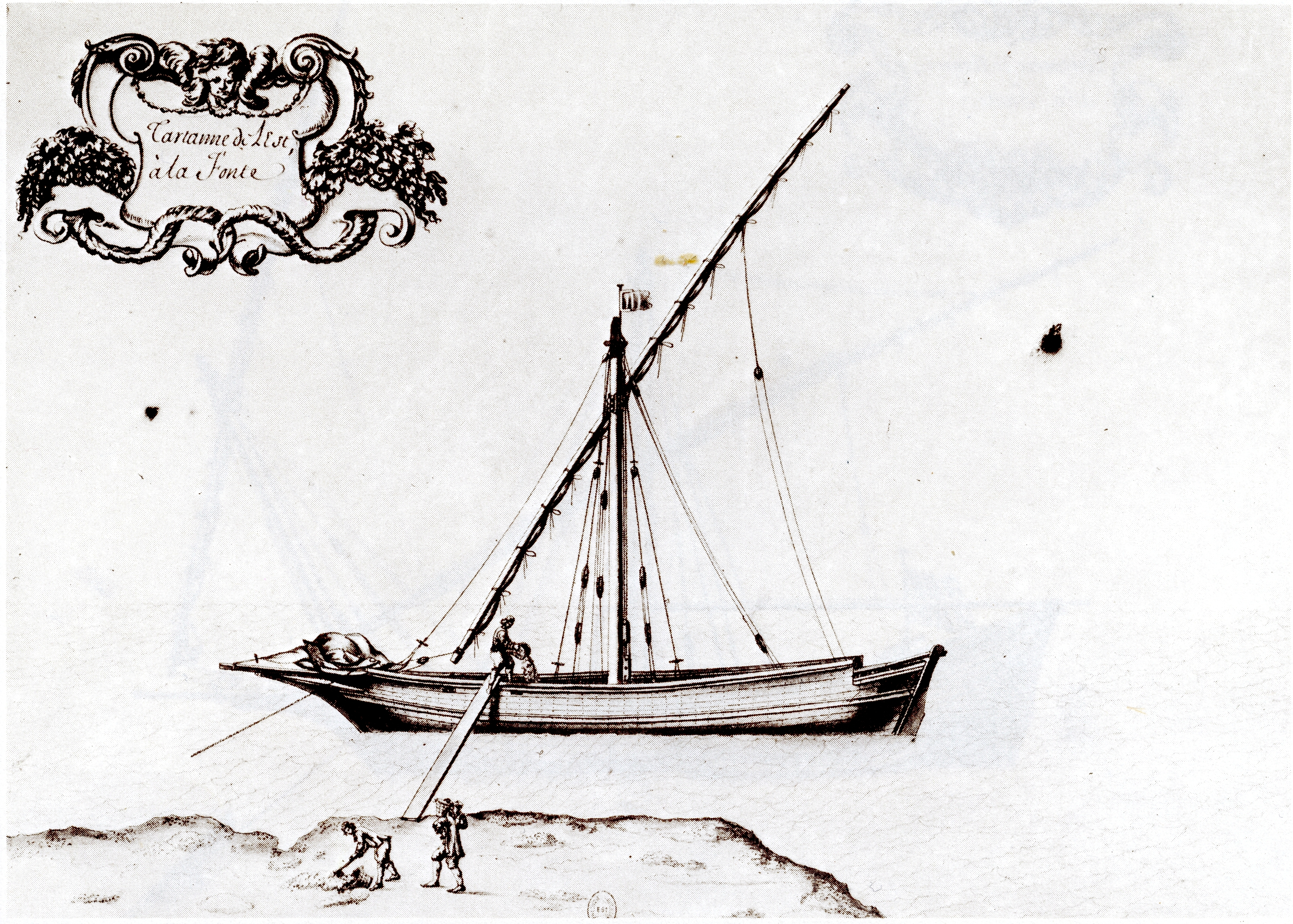
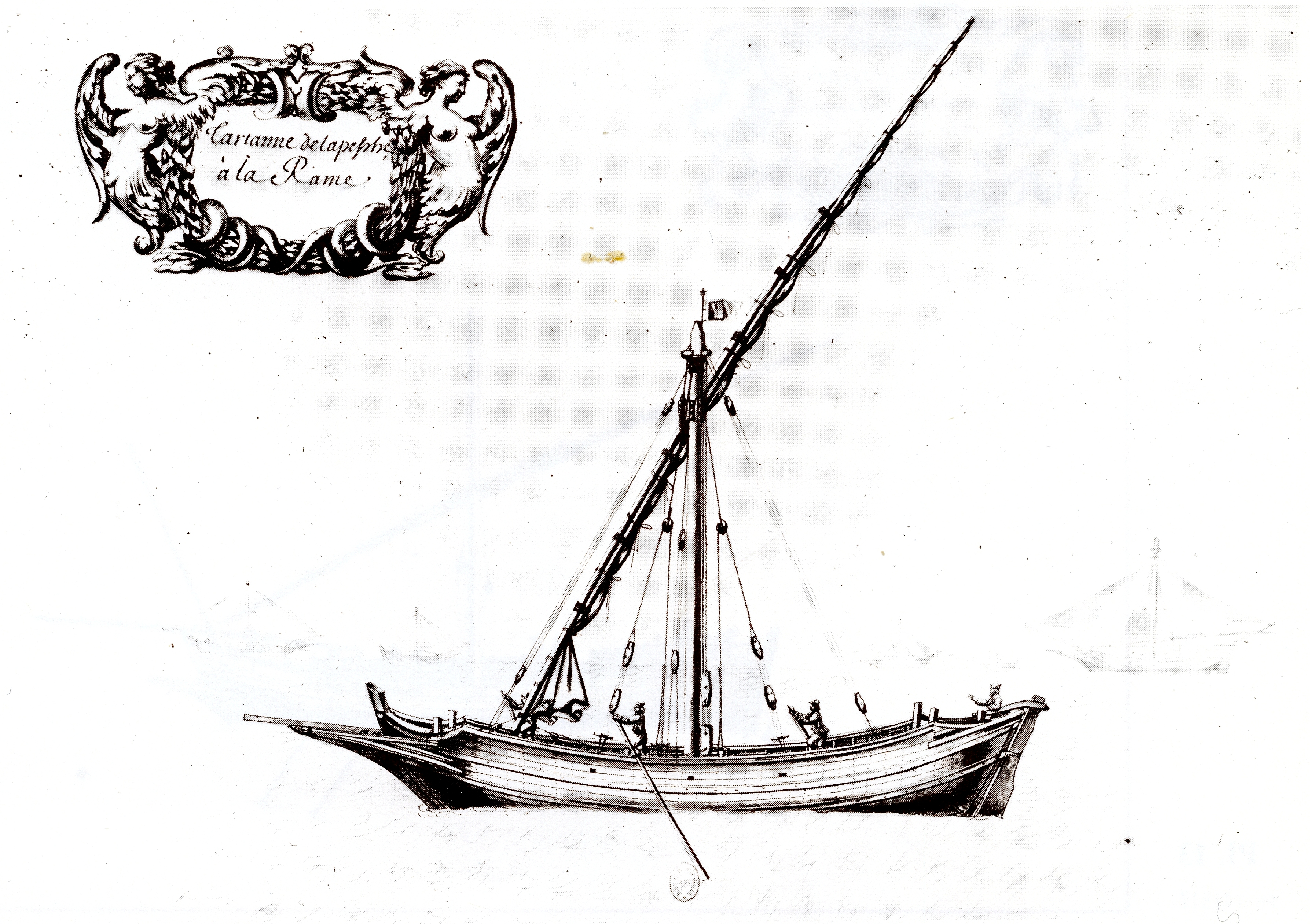

i dues imatges de tartanes de dos pals:

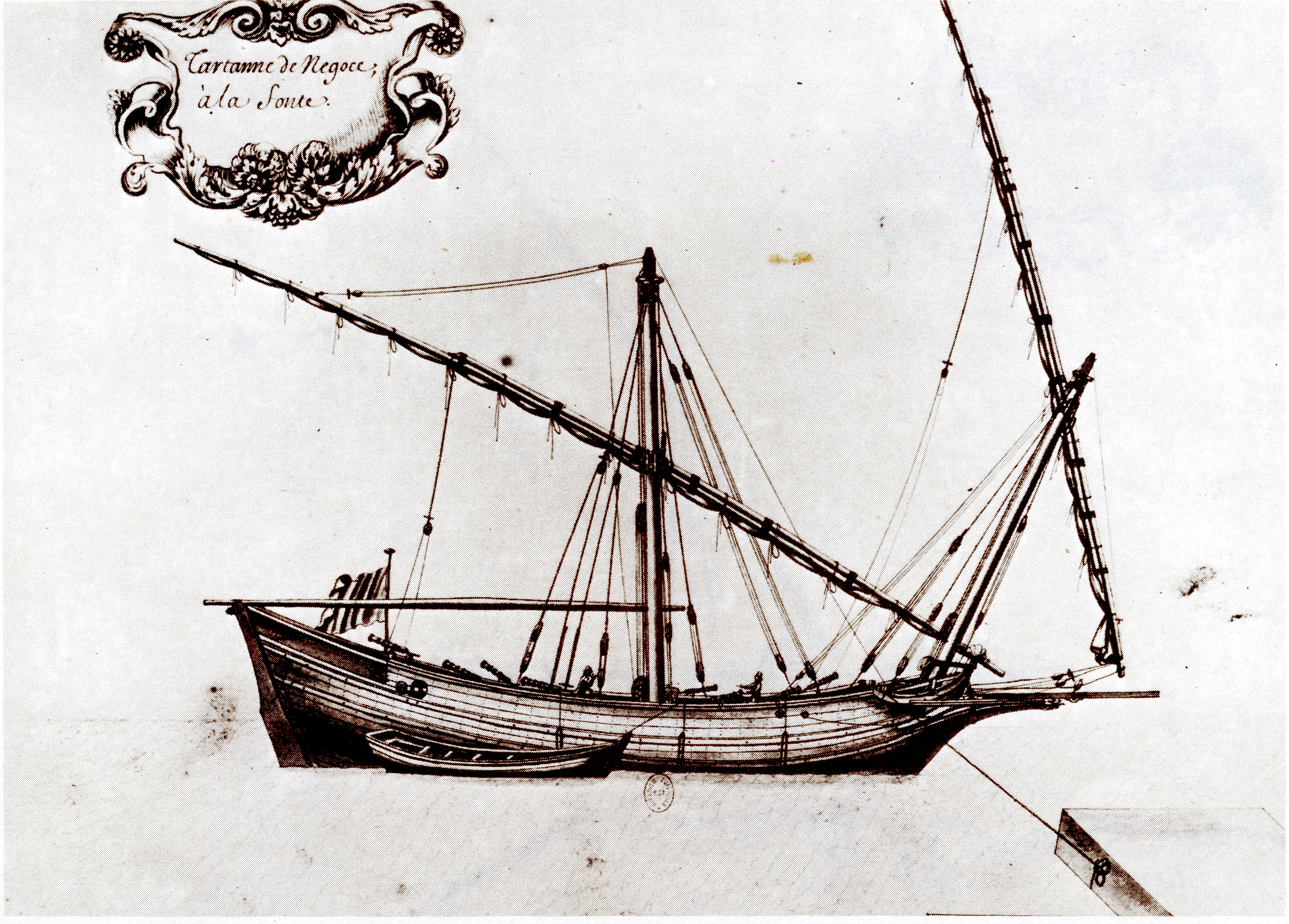
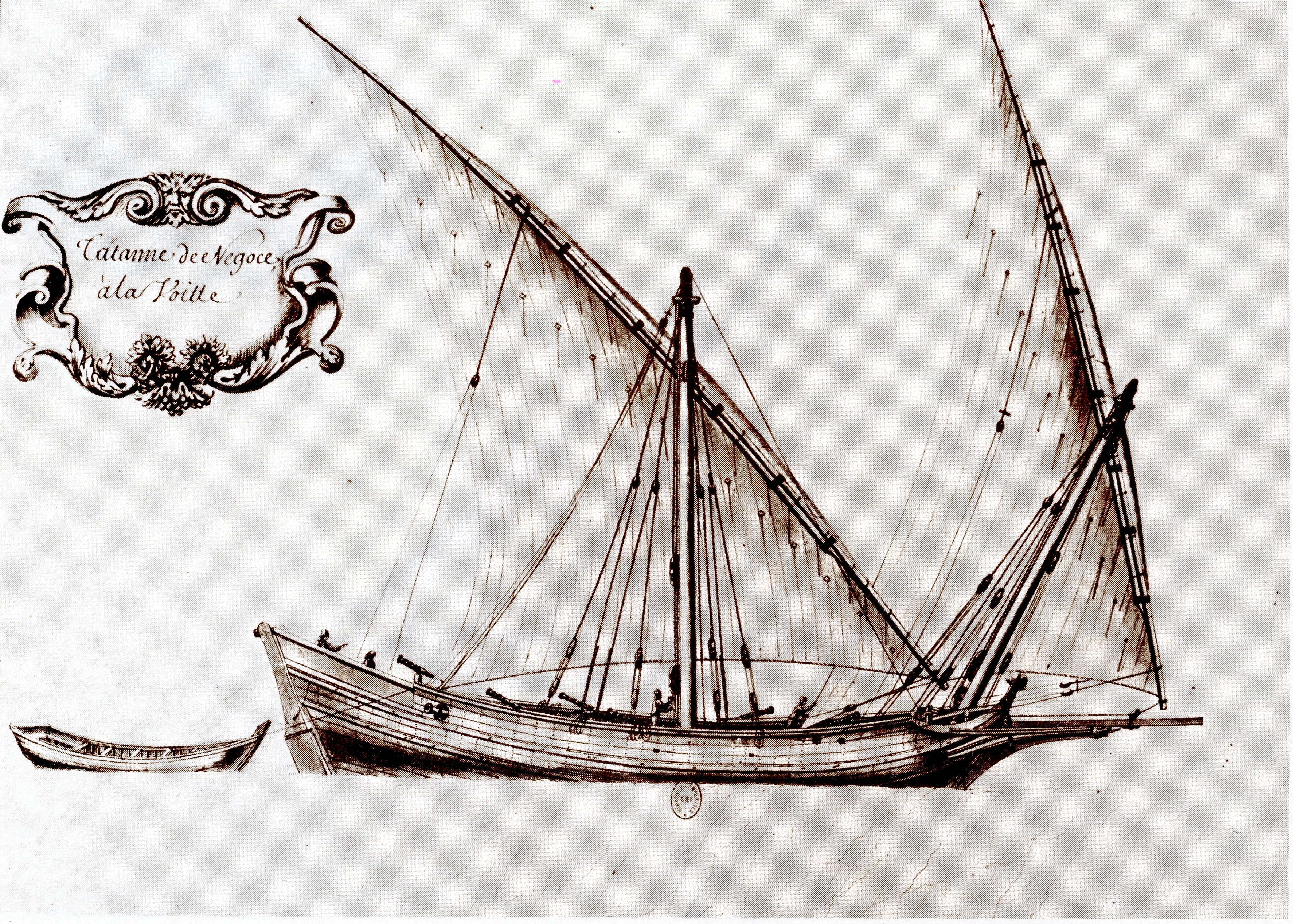

François-Edmond Pâris  en l'àlbum «Souvenirs de marine conservés, ou Collection de plans de navires de guerre et de commerce et de bateaux divers de tous les pays tracés par les constructeurs ou marins» de 1879 també mostra tres plànols de tartanes típiques:

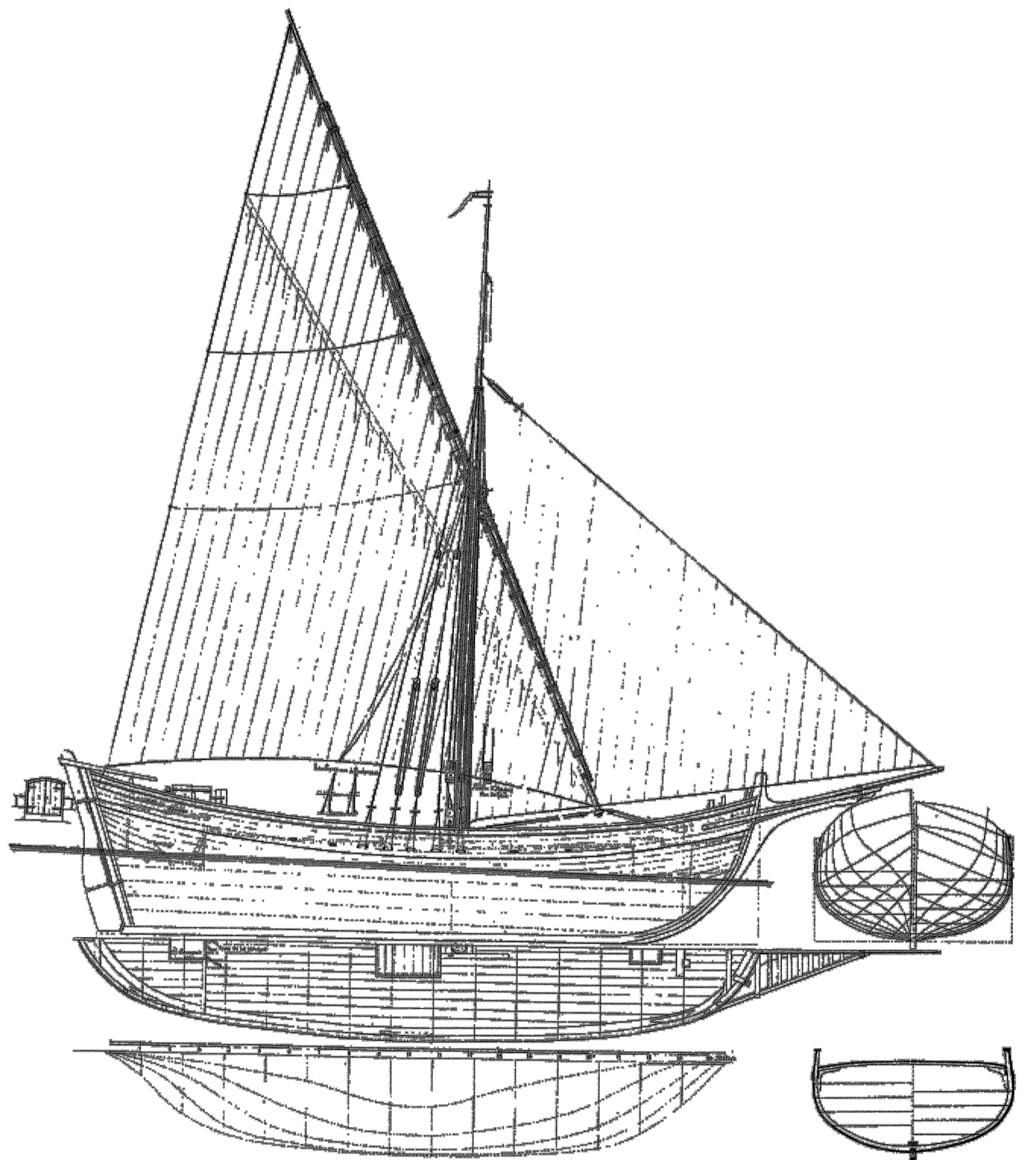
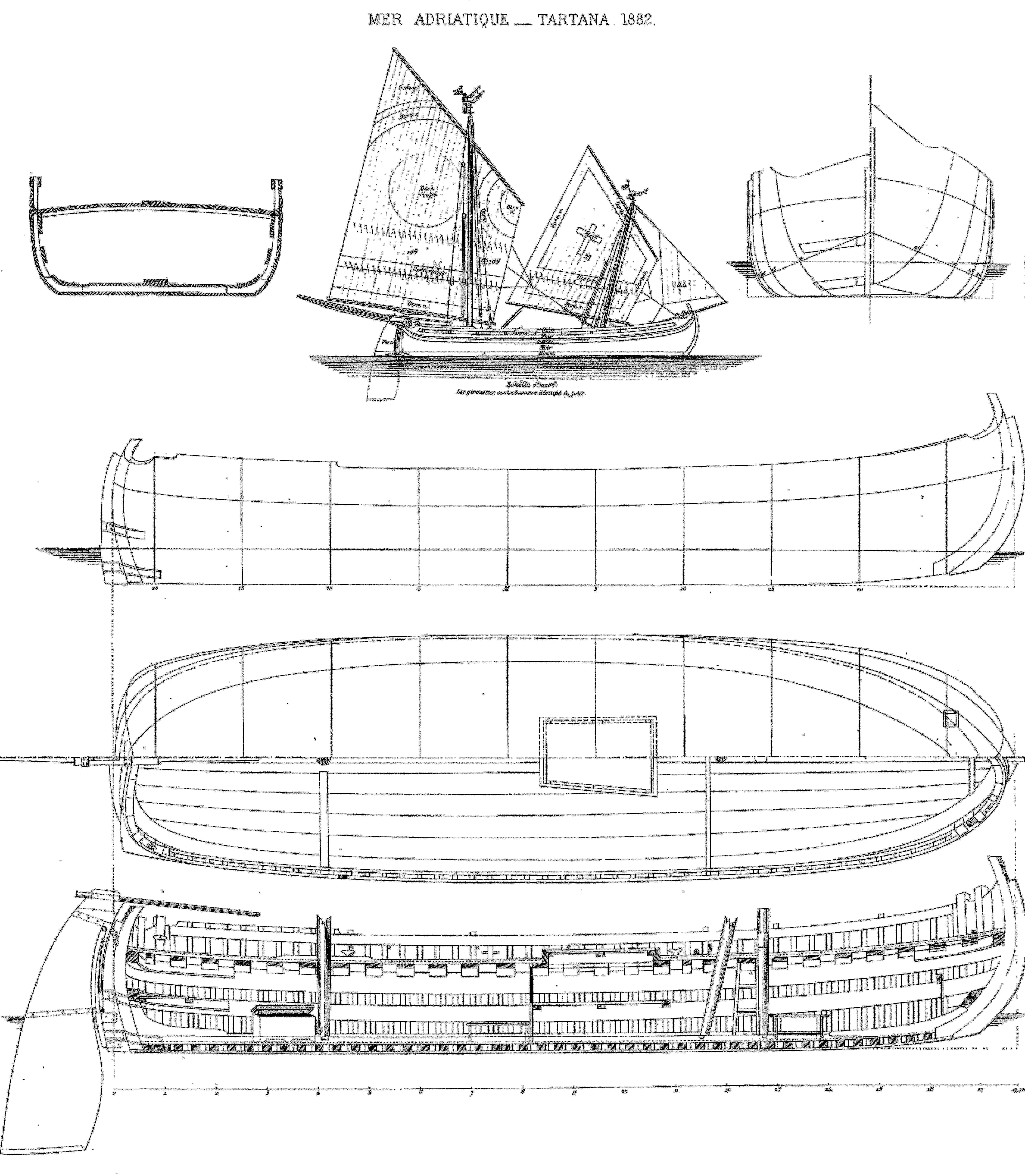
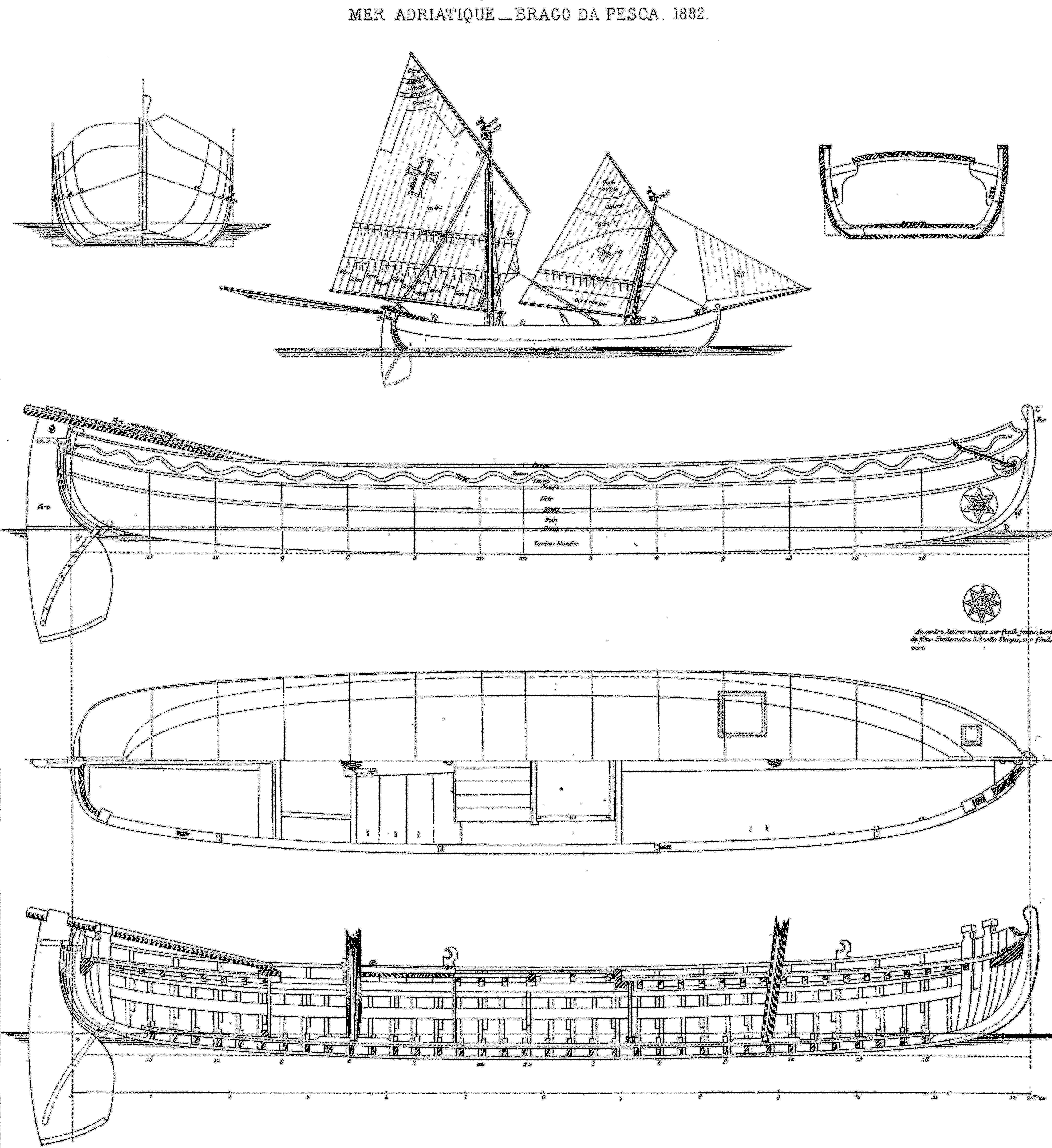

-En el primer dibuix, es mostra una tartana d'un únic pal, que, si es compara amb les imatges de Jouve, no ha canviat gaire en 200 anys.
-En els altres dos dibuixos amb els rètols: "Mer Adriatique - Tartana" i "Mer Adriatique - Braco da pesca" - tots dos vaixells tenen el mateix aparell, (encara que la tartana "Braco da pesca" té unes línies més estilitzades, com la tartana típica). Tanmateix, a ambdós dibuixos, l'equip vèlic no és el típic de la tartana, és més semblant al del "trabaccolo", fet del que es pot concloure que en diferents moments i en diferents regions, el concepte de tartana no sempre ha estat identificat amb el mateix tipus d'aparell.

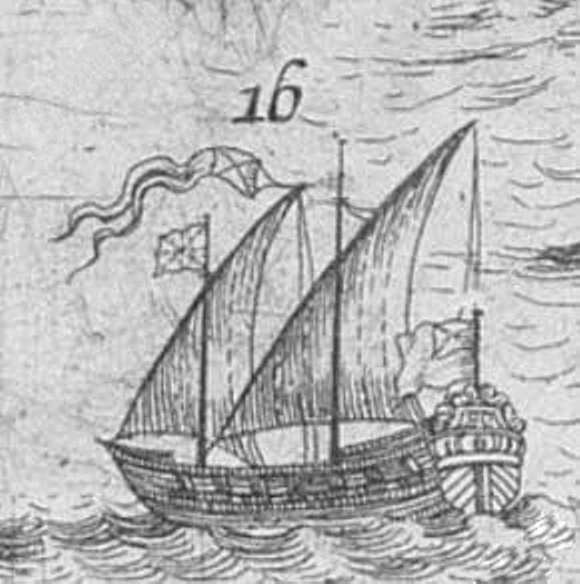
Tartana de dos pals de la flota del Bàltic (gravat de Peter Pikart)

## Tartanes de la flota russa
A l'inici del segle xviii hi havia tartanes en servei a la Marina russa., dues tartanes es van utilitzar a la mar Bàltica i una a la d'Azov, hi ha valoracions sobre la seva adequació i eficàcia..
Als segles XVII i XVIII a Rússia es van buscar nous tipus de vaixells: els que fossin més eficaços per a les condicions especials que existeixen al Bàltic. Així, la petita drassana de Selitski al riu Vólkhov va construir el 1705 dues tartanes (de dos pals i d'un pal), còpia de les tartanes construïdes a la Mediterrània com vaixells de reconeixement i de transport.
La tartana de dos pals construïda a Selitski tenia una eslora de 65 peus (19,81 m), una mànega de 17 peus (5,18 m), i, a jutjar pel gravat de Pere Pikart, arborava dos pals amb veles llatines i set canons per banda.

## Varietats de tartana Maltesa

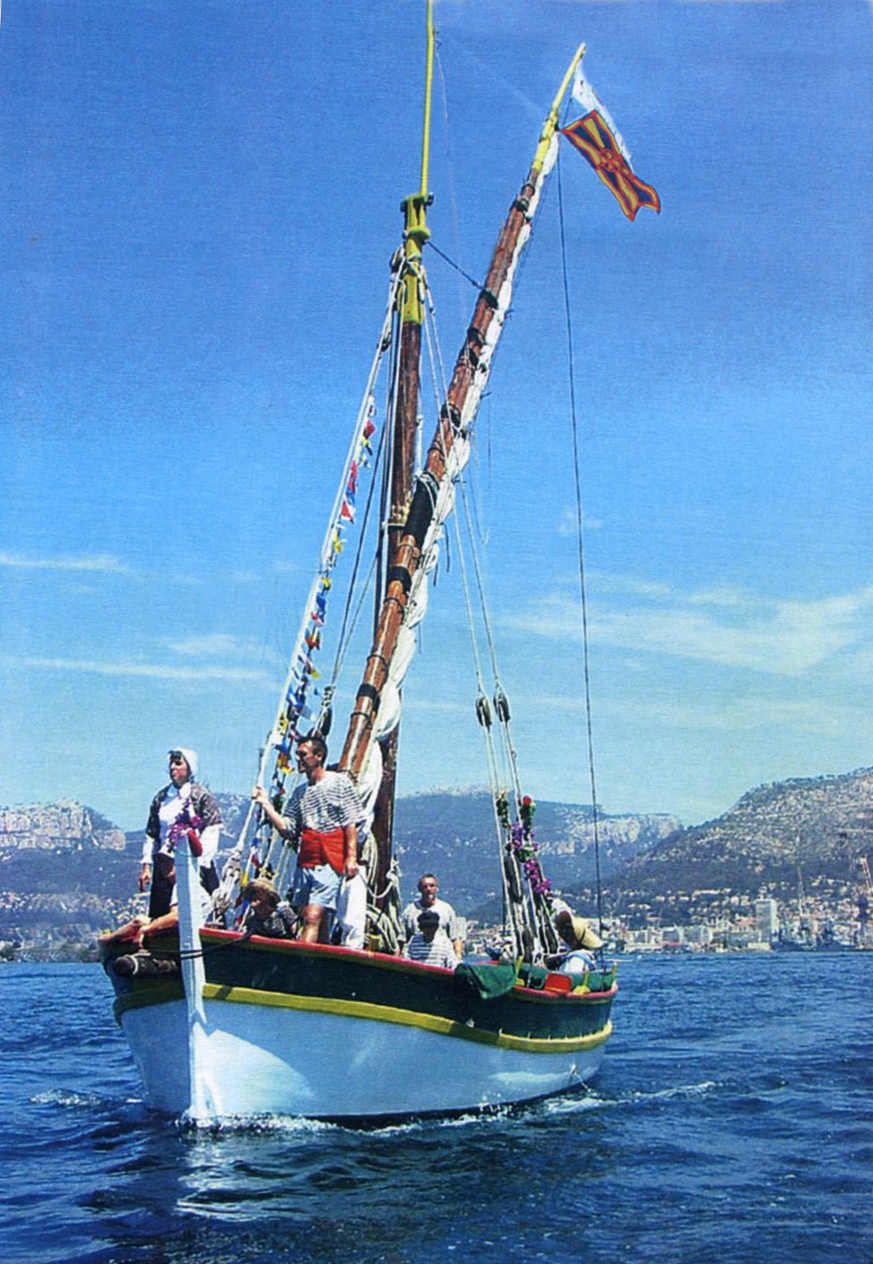
Tartana petita moderna

A l'illa de Malta les tartanes es van començar a popularitzar a partir del segle xvii, i van ser utilitzades durant més de dos segles.
Entre les tartanes Malteses s'hi poden distingir les següents varietats (de gran a petita):
- tartarone: és la més gran entre les tartanes de l'illa de Malta, amb un desplaçament fins a 100 tones;
- tartelette: més gran que la tartana estàndard;
- tartana estàndard: amb un desplaçament de 30-60 tones;
- tartanaella: més petita que la tartana estàndard;
- tartarini: la més petita d'aquesta varietat.

Els dos primers tipus de tartana podien ser: amb pont o sense pont i, podien portar fins a tres mastelers. En el cas de les tartanes més petites (tartanaella i tartarini), estrictament parlant, no es tractava de vaixells, sinó de barques, i van ser construïdes sempre sense pont. Des de mitjans del segle xx, es van deixar de construir vaixells grans del tipus (denominació) tartana.

## Ús de la tartana
Les tartanes es van estendre per tot el Mediterrani des de la costa del llevant ibèric fins a Turquia. Van ser utilitzades en una gran varietat de tasques, principalment com a embarcacions de pesca i com vaixells de cabotatge de mercaderies i passatgers.
Les tartanes també van ser utilitzades activament pels pirates, com per exemple els pirates otomans amb base a Alger als segles XVI-XVIII ("corsaris algerians"), juntament amb xabecs, "galeres tartanes" i altres tipus de vaixell. Les tartanes van tenir aplicació com vaixells militars a les flotes de França, de l'Imperi Otomà, dels Estats italians i d'altres països d'Europa. Les tartanes armades eren utilitzades com correus de la cort, vaixells d'artilleria lleugera dins de la categoria de vaixells de guerra.
Per a aquestes tartanes armades com canoners, sovint es va escollir com a aparell un pal, una gran vela llatina i un floc sense botaló. Aquests tipus canoners amb aparell de tartana (o altres similars), es van posar en servei a la Marina del Regne de Nàpols i, posteriorment, van ser comprats per la US Navy. Així aquest aparell va passar a integrar-se a la Marina dels Estats Units. No obstant això, no s'han de confondre amb uns vaixells moderns de l'empresa nord-americana "Tartana Iots", que des de 1940, produeix iots amb el clàssic aparell Marconi.

## Tartanes de Nicolás de Cardona

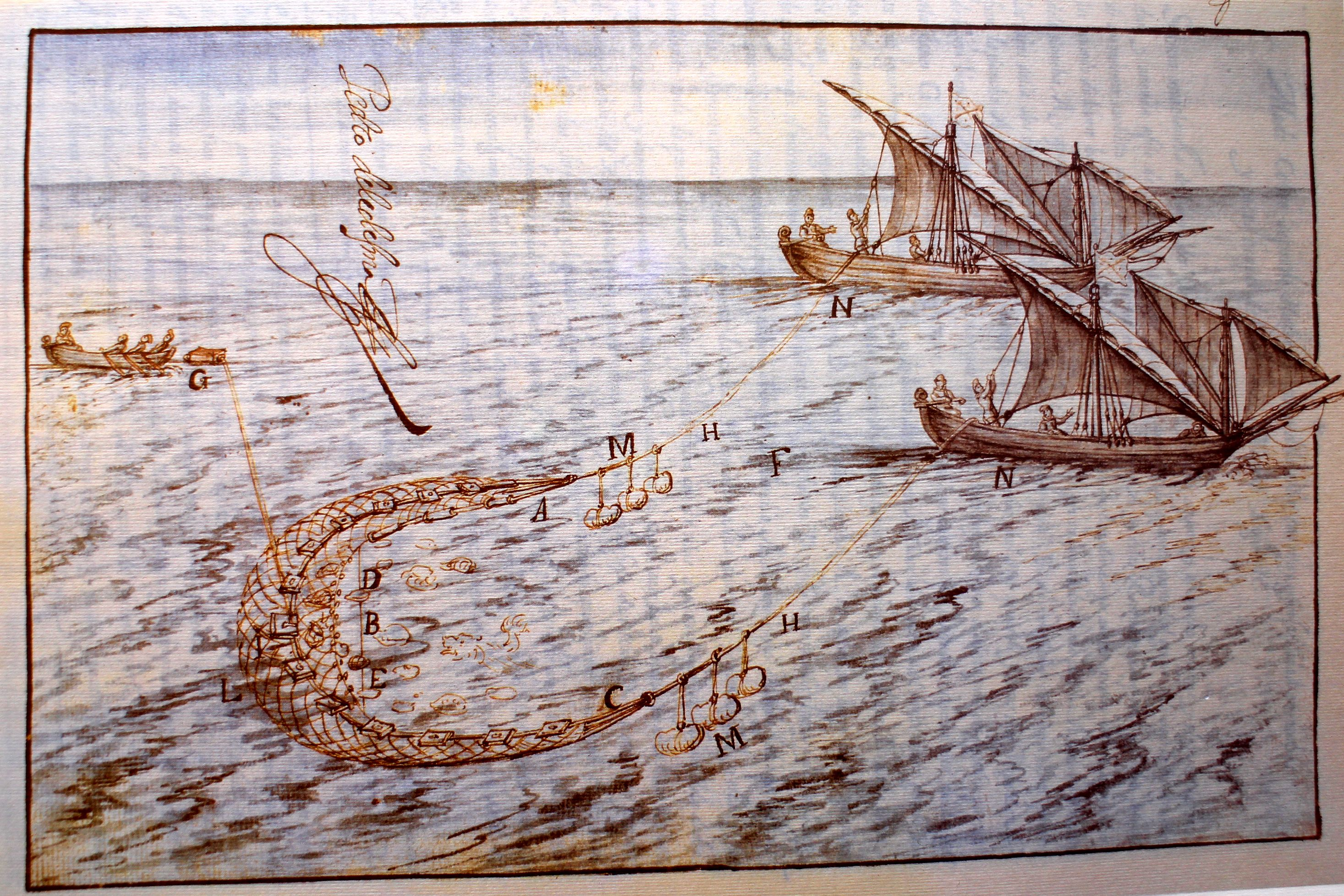
Tartanes de Nicolás de Cardona pescant perles

En Nicolás de Cardona va emprar tartanes a la seva expedició al Carib i a Califòrnia que va reportar a Felip IV a la seva tornada el 1624.
El 1610, Nicolás va sortir d'Espanya cap a les Amèriques, com capità de la flota del general Juan Gutiérrez de Garibay. Nicolás manava sis vaixells, juntament amb el capità Francisco Basili. El 13 d'agost de 1611, el seu oncle va rebre una encomienda per a l'explotació de la pesca de perles al llarg de la costa de Califòrnia,
Nicolás va ser posat al càrrec de l'exploració. Va arribar a Acapulco a finals de 1614 on hi va construir tres fragates, la San Antonio, la San Francisco i la San Diego i diverses tartanes que es veuen al seu informe. Durant els anys següents, Nicolás va intentar establir un negoci de perles, i va lluitar contra les intrusions dels neerlandesos (Joris van Spilberg). Arruïnat, Nicolás va tornar a Espanya per a obtenir més fons per a seguir explotant el negoci de les perles, fins que va obtenir una Real Orden el maig del 1618.
Finalment va tornar a Espanya el 1623, on va redactar el 1624 la seva Descripción Hidrográfica y geográfica de muchas tierras del norte y del sur y de los mares de las Indias.

## Dues tartanes franceses
Hi ha dos exemples molt il·lustratius de tartanes franceses en navegacions d'altura.
1r : De l'any 1713 hi ha una carta marina de l'estret de Magallanes dibuixada a partir de les exploracions de la tartana Sainte Barbe (Route de la tartane Sainte Barbe. Veure Gallica: Carte réduite de l'extrémité de l'Amérique méridionalle où sont comprises les nouvelles isles découvertes depuis 1700).
2n: Dels anys 1743-1744 hi ha una carta de la ruta d'anada i tornada a l'India de la tartana L'Elizabeth (Veure Gallica: Route de la Tartane l'Elizabeth, Capitaine Lazare Picault en allant aux Indes en 1743 et revenant en 1744).

## Allege (Lichten-Tartana lleugera)

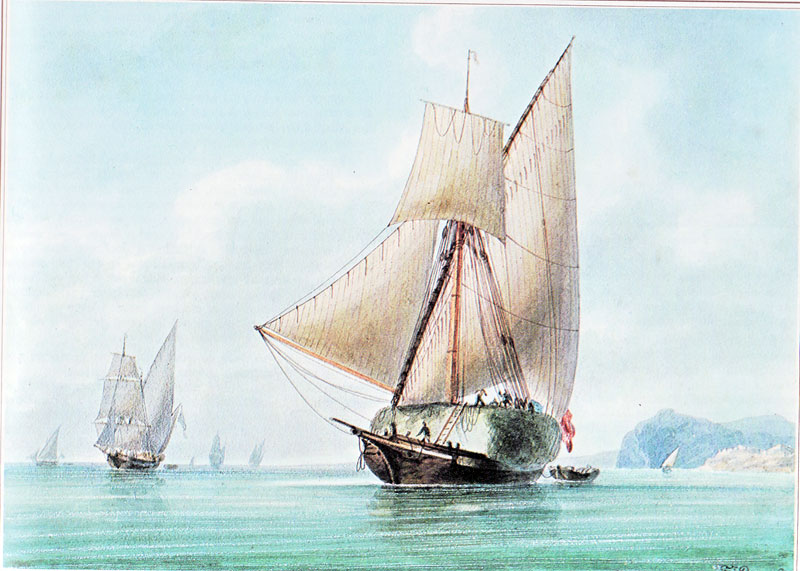
Allege (Lichten- Més Lleugera). Pintura de Frederick Roux. 1827-1828

En algunes pintures, en particular de Jean Jouve i Frédéric Roux, es pot veure designada com "Allege" o "Alleauge", una tartana de dos pals amb una vela de messana, això suggereix que algunes tartanes es van utilitzar com vaixells de suport per a la descàrrega de vaixells de grans dimensions.

## Canonera Hamilton-1808
A principis del segle xix, el capità anglès, Thomas Hamilton, el Comissari de la Comissió de Transport, va dissenyar i proposar la construcció d'un vaixell de guerra de disseny original, que va ser construït en quantitats significatives que van deixar la seva empremta en la construcció naval. Estaven armats amb un canó de 48 lliures muntat sobre un carro que es movia en el pla central de la nau al nas, i una carronada de 48 lliures sobre una plataforma giratòria a popa. El vaixell tenia una eslora de 18,8 m, i una mànega de 5,3 m.

## “Tartana” i “barca de mitjana”
Per a comparar les barques de mitjana i les tartanes és millor prescindir de les definicions oficials i analitzar imatges compatibles. Totes les barques de mitjana tenen arbre i vela de mitjana. També és cert que, en general, la denominació “falutx” és equivalent a “barca de mitjana”. Però hi ha documentació de falutxos sense arbre ni vela de mitjana. Passa el mateix amb les tartanes de vela. Hi ha molts casos amb vela de mitjana i altres casos sense vela de mitjana.
Una comparació coherent s'hauria de fer sobre barques i tartanes d'època semblant. Les tres imatges posteriors no són ideals per a la comparació que, en forma de taula simplificada i comentaris ampliats, es presenta a continuació.

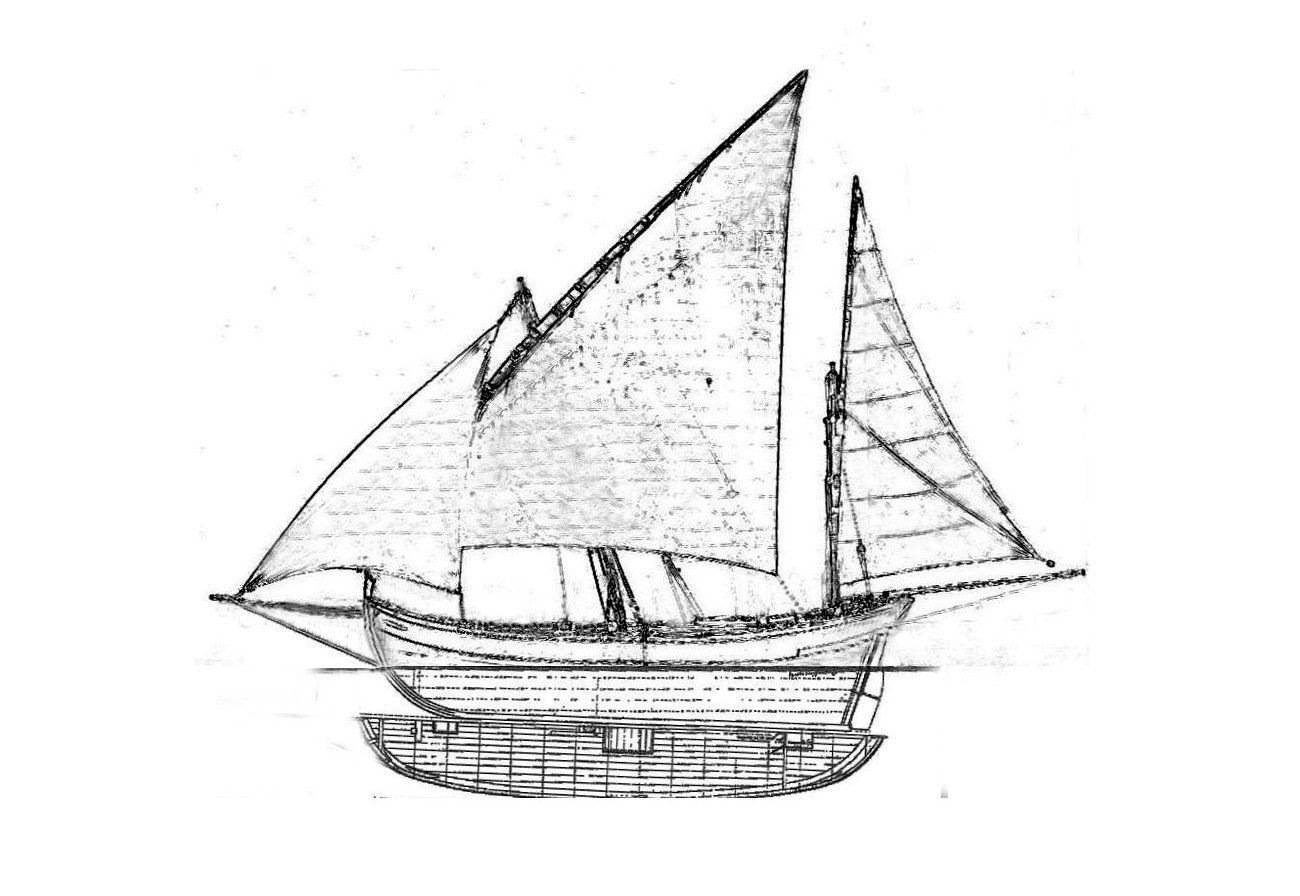
Barca de mitjana
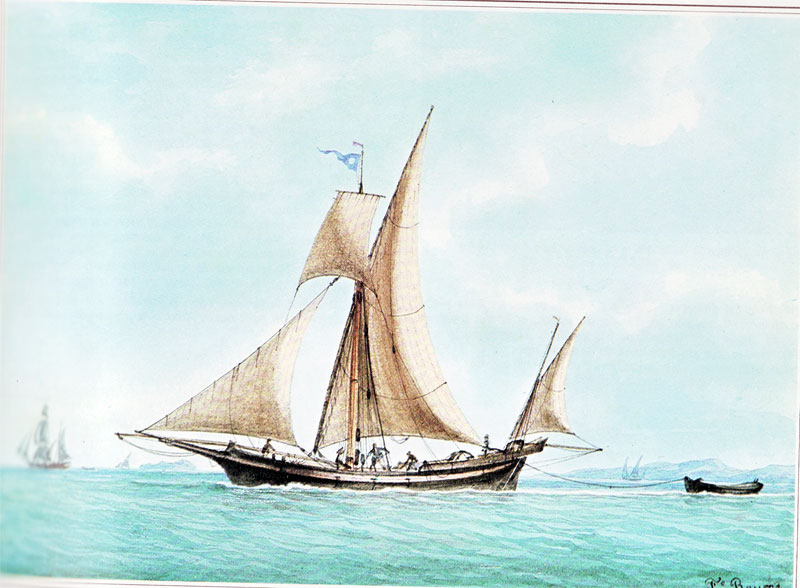
Tartana amb vela mestra, floc i mitjana
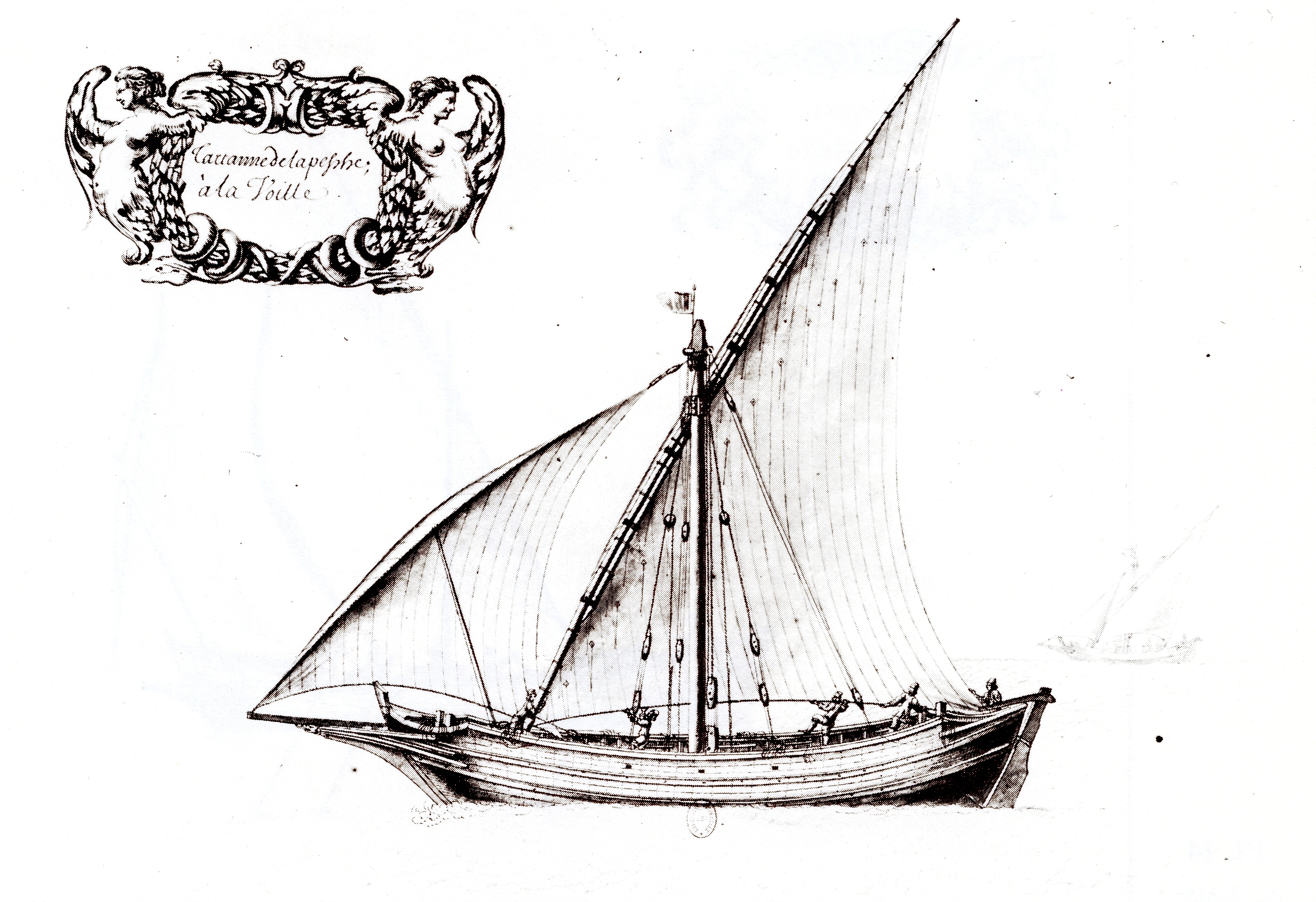
Tartana amb vela mestra i floc

| Comparació       | Barca de mitjana o falutx        | Tartana                     |
| ---------------- | -------------------------------- | --------------------------- |
| Eslora           | Entre 11 i 20 m                  | Entre 16 i 25 m             |
| Desplaçament     | 10-50 tones                      | 30-60 tones                 |
| Arbre mestre     | Cap a proa                       | Vertical                    |
| Arbre de mitjana | Vertical                         | Vertical                    |
| “Bauprès”        | Botaló                           | Bauprès veritable           |
| Botafora         | Botafora o caçaescota de mitjana | Sistema similar             |
| Singularitat     | Cap de mort                      | Esperó alt                  |
| Proa             | Roda vertical                    | Roda llançada i còncava     |
| Coberta          | Tota al mateix nivell            | Alçada en la zona de popa   |
| Vela mestra      | Llatina, de gran superfície      | Llatina, de gran superfície |
| Veles de proa    | Un floc (la pollacra)            | Un floc (a vegades 2 o 3)   |
| Vela de mitjana  | Llatina, petita                  | Llatina, petita             |
| Forma del buc    | Fina i arrodonida                | De línies més quadrades     |

***** 
Des del s.XVII al s.XIX una barca de mitjana o falutx (“falucho” en castellà) s'assemblava molt a una tartana. Observades de lluny per part d'un neòfit eren molt fàcils de confondre. Pel que fa al desplaçament les tartanes acostumaven a ser més grans que els falutxos.
Eslora: Tartanes (entre 16 i 25 m) Falutxos (entre 11 i 20 m)
desplaçament: Tartanes (entre 30 i 60 tones) Falutxos (entre 10 i 50 tones)
Les xifres només són aproximades. Les barques de mitjana més petites ho eren més que les tartanes més petites. En altres casos hi podia haver embarcacions de les dues menes amb desplaçaments similars.
- Arbre mestre: Tartana (vertical i, sovint amb masteler); Falutxos (inclinat cap a proa i d'una peça)
- Arbre de mitjana: Similar en ambdós casos.
- Bauprès: Tartana (un bauprès veritable, disposat simètricament) Falutx (botaló sobresortint des del costat de la roda de proa).
- Roda: Tartana (llançada i còncava); Barca de mitjana (sensiblement recta i vertical)
- Coberta i popa: Les tartanes acostumaven a tenir la coberta més alta a popa. Les barques de mitjana tenien la popa al mateix nivell que la resta de coberta.
- Vela mestra: llatina i molt semblant en ambdós casos.
- Floc/flocs: Tartana (1 floc, a vegades 2 o 3); falutxos (1 floc únic anomenat pollacra)
- Vela de mitjana: Molt semblant en ambdós casos. Hi ha tartanes sense mitjana.
- Forma del buc: Les tartanes acostumaven a tenir una secció més rectangular i plena, mentre que les barques solien ser més fines i arrodonides.

## La tartana en la cultura

### En les arts visuals
Fins a mitjans del segle xx, les tartanes eren un tipus de vaixell molt comú a la Mediterrània, de manera que les seves imatges es troben sovint en la pintura. Entre d'altres es troben representades en moltes obres de Paul Signac. Algunes d'elles:

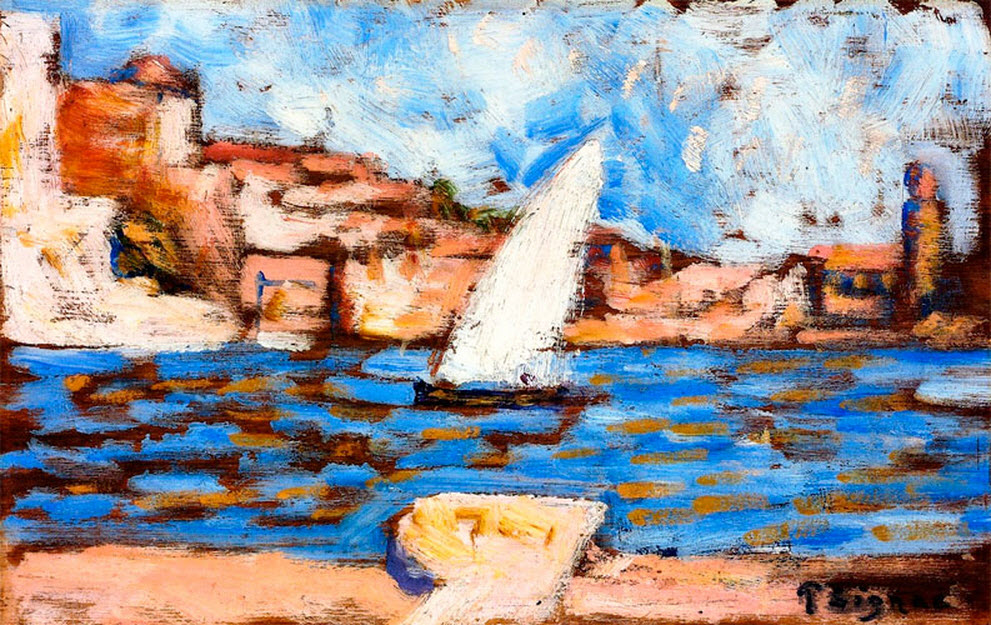
(Collioure, La Tartane). 1887
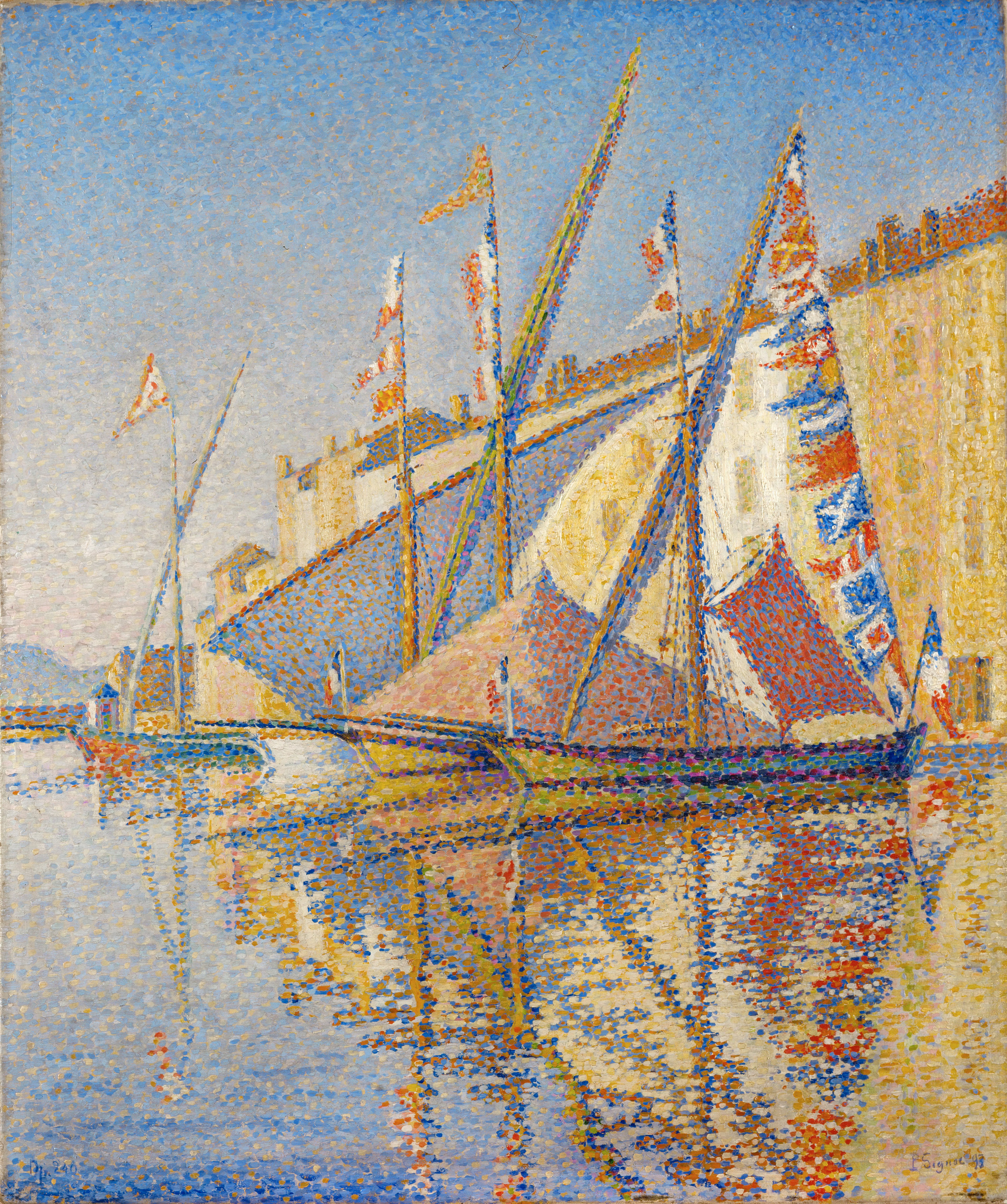
(Tartans with Flags). 1893
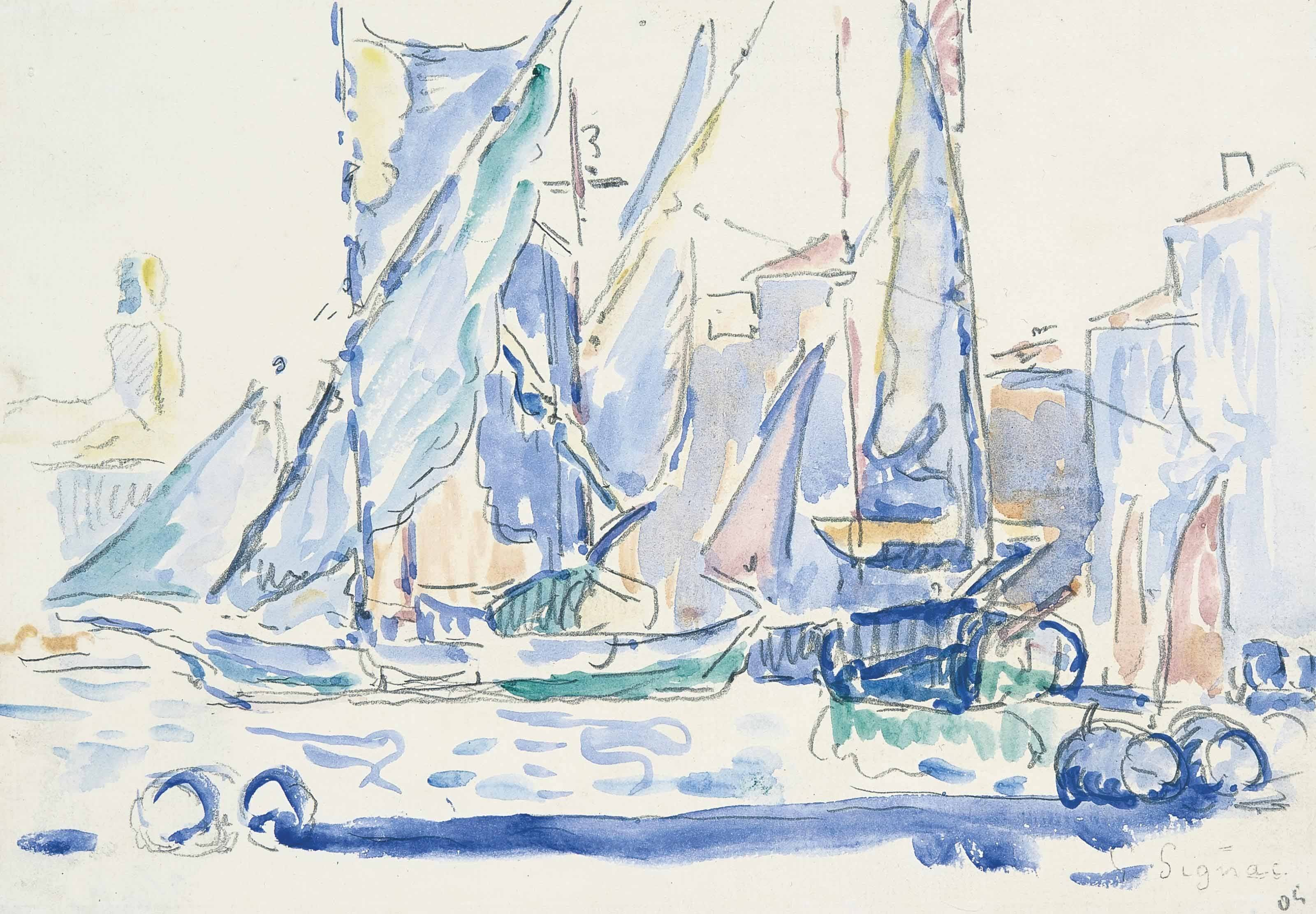
(Saint-Tropez, Tartans in the Port). 1905
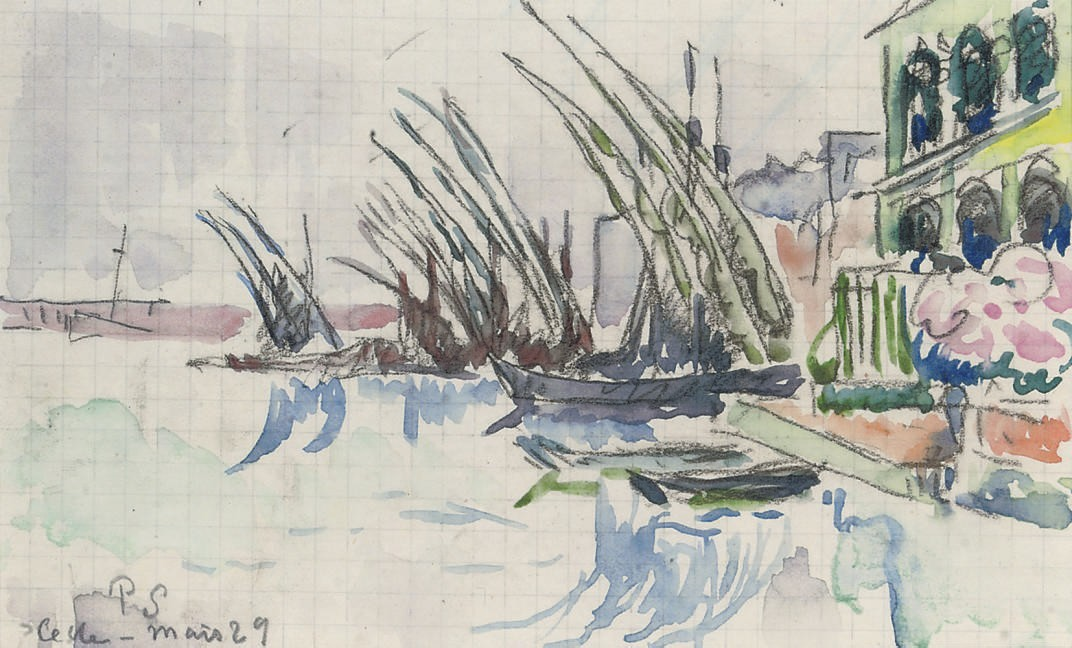
(Sete, Tartanes). 1929
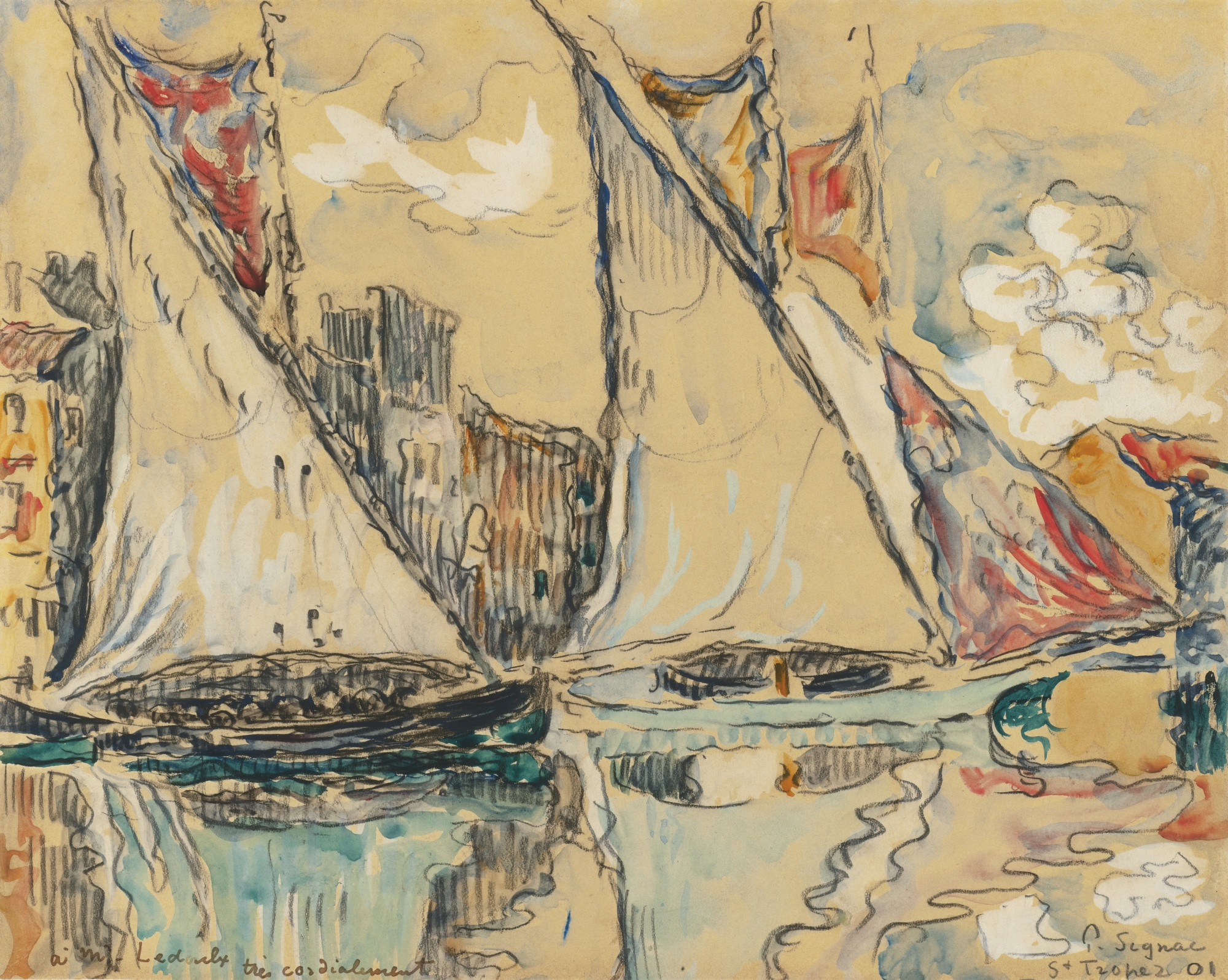
«Сан-Тропе. Парусные лодки на мелководье» (Saint-Tropez, Sailing Boats on the Shallow). 1901
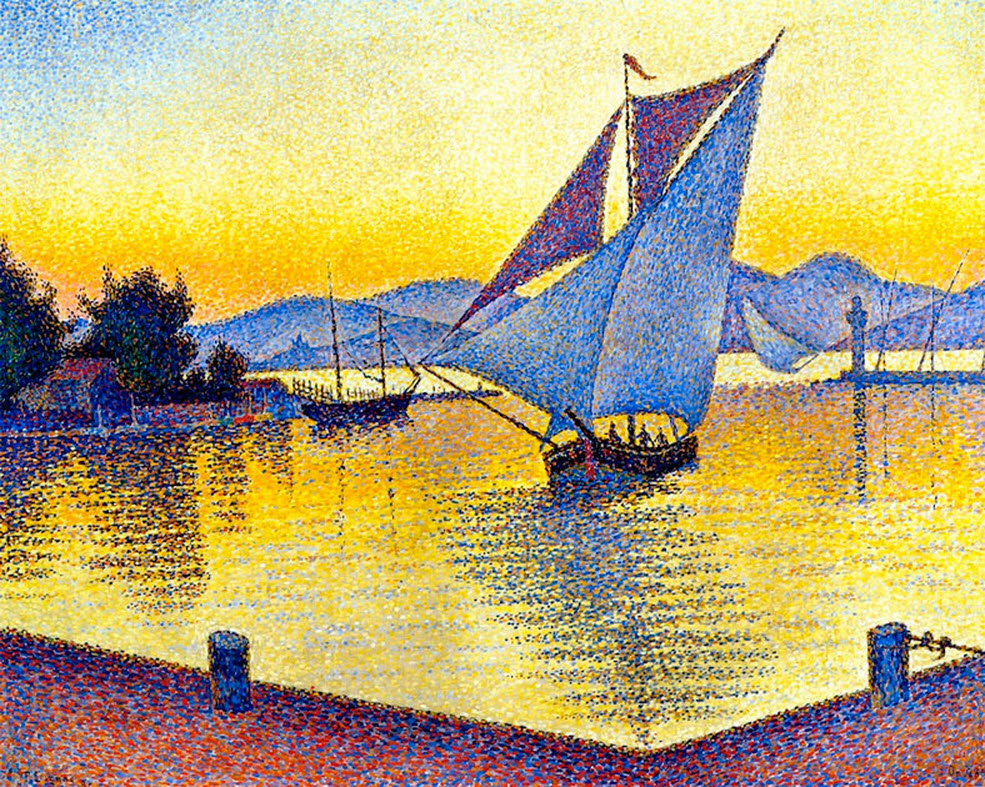
(The Port at Sunset. Saint-Tropez). 1892

Altres imatges de tartanes de coneguts pintors de marines:

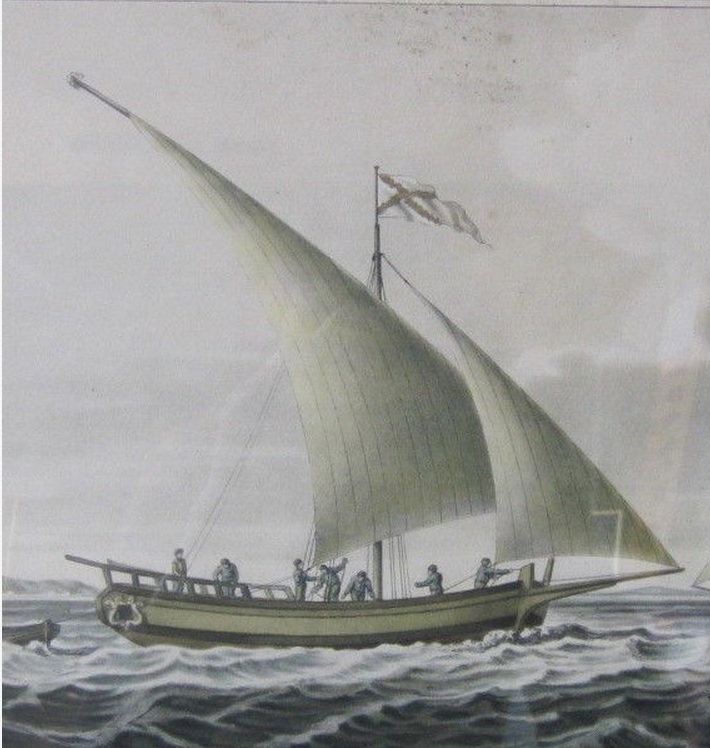
Dominic Serres "tartan amb vistes al Penyal de Gibraltar", fragment.1807.
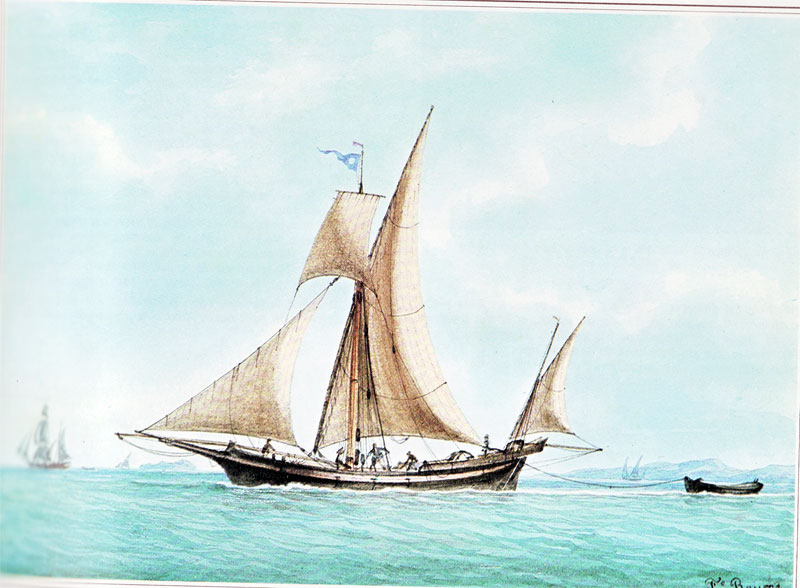
«L'Album De Marine Du Duc D'Orleans». 1827-1828
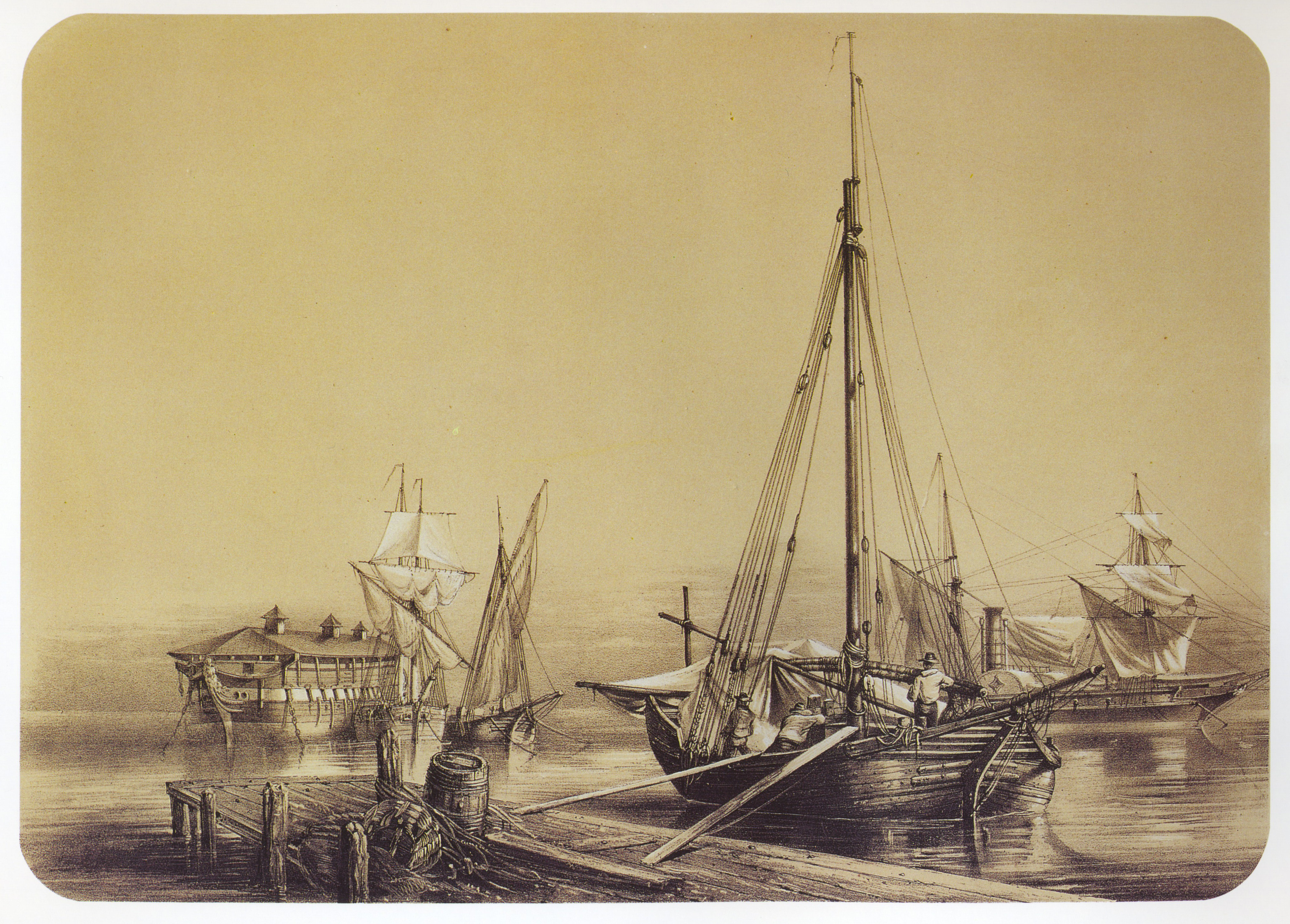
Louis Le Breton. "Tartan a Toulon." mitjan segle XIX

### En la literatura
La tartana apareix freqüentment en obres literàries. Així, la tartana genovesa "Jove Amelia" salva a Edmond Dantes durant la seva fugida del Castell d'If a la novel·la d'Alexandre Dumas "el Comte de Monte Cristo".
La tartana també és esmentada en les obres d'Eugène Sue, George Sand, Charles Baudelaire, Carlo Goldoni…

### En els jocs d'ordinador
Aquest tipus d'embarcacions són utilitzades en el joc Pirates del Carib, on és la nau més petita i més feble, sense armes de foc. Es troba també a "Vaixells a alta mar" (NPC).

### En les imatges d'icones
L'úniques que s'han fet "canòniques" són les imatges dels gravats d'icones de Peter Pikart estampades en dos conjunts diferents sobre la "flota de vela russa."

### Maquetes comercialitzades
- La companyia Heller produeix un kit de muntatge «Corsair individual Veler Masted» en l'escala de 1: 150, que és un disseny de tartana.
- La companyia GKModellbau produeix un kit a escala 1:50 d'una canonera de Hamilton 1808.